# Kanata no Astra
Kanata no Astra (jap. 彼方のアストラ Kanata no Asutora) – manga autorstwa Kenty Shinohary, publikowana w magazynie internetowym „Shōnen Jump+” wydawnictwa Shūeisha od maja 2016 do grudnia 2017. W Polsce licencję na wydawanie mangi zakupiło Studio JG.
Na podstawie mangi studio Lerche wyprodukowało serial anime, którego emisja trwała od lipca do września 2019.

## Fabuła
W 2063 roku podróże kosmiczne stały się powszechne. Grupa uczniów z Liceum Caird wyrusza na pobliską planetę McPa na tygodniowy obóz planetarny. Wkrótce po przybyciu na planetę, napotykają oni tajemniczą kulę światła, która przenosi ich w odległy rejon przestrzeni kosmicznej. Dryfując na orbicie nieznanej planety, znajdują w pobliżu opuszczony statek kosmiczny i postanawiają wykorzystać go do powrotu do domu. W tym celu muszą pokonać 5000 lat świetlnych przepaści dzielącej ich od domu, odwiedzając po drodze obce planety, na których występuje życie, aby uzupełniać swoje ograniczone zasoby.

## Bohaterowie
- Kanata Hoshijima (jap. カナタ・ホシジマ Hoshijima Kanata)

Seiyū: Yūsuke Kobayashi (drama CD), Yoshimasa Hosoya (anime) 
- Aries Spring (jap. アリエス・スプリング Ariesu Supuringu)

Seiyū: Ayaka Suwa (drama CD), Inori Minase (anime) 
- Luca Esposito (jap. ルカ・エスポジト Ruka Esupojito)

Seiyū: Ayumu Murase (drama CD), Risae Matsuda (anime) 
- Charce Lacroix (jap. シャルス・ラクロワ Sharusu Rakurowa)

Seiyū: Sōichirō Hoshi (drama CD), Nobunaga Shimazaki (anime) 
- Quitterie Raffaëlli (jap. キトリー・ラファエリ Kitorī Rafaeri)

Seiyū: Lynn (drama CD), Tomoyo Kurosawa (anime) 
- Zack Walker (jap. ザック・ウォーカー Zakku Wōkā)

Seiyū: Daiki Hamano (drama CD), Shunsuke Takeuchi (anime) 
- Funicia Raffaëlli (jap. フニシア・ラファエリ Funishia Rafaeri)

Seiyū: Aimi Tanaka (drama CD), Hina Kino (anime) 
- Ulgar Zweig (jap. ウルガー・ツヴァイク Urugā Tsuvaiku)

Seiyū: Kyōsuke Kitayama (drama CD), Kōki Uchiyama (anime) 
- Yun-Hua Lu (jap. ユンファ・ルー Yunfa Rū)

Seiyū: Saori Hayami (anime) 
- Paulina Levinskaya (jap. ポリーナ・リヴィンスカヤ Porīna Rivinsukaya)

Seiyū: Hitomi Nabatame (anime) 

## Manga
Manga ukazywała się na łamach magazynu internetowego „Shōnen Jump+” wydawnictwa Shūeisha od 9 maja 2016 do 30 grudnia 2017. Seria została również opublikowana w pięciu tankōbonach, wydanych od 4 lipca 2016 do 2 lutego 2018.
Prawa do dystrybucji maggi w Polsce nabyło Studio JG.
| Nr | Język japoński   | Język japoński         | Język polski  | Język polski |
| Nr | Data wydania     | ISBN                   | Data wydania  | ISBN         |
| -- | ---------------- | ---------------------- | ------------- | ------------ |
| 1  | 4 lipca 2016     | ISBN 978-4-08-880843-7 | listopad 2025 |              |
| 2  | 4 listopada 2016 | ISBN 978-4-08-880869-7 | —             |              |
| 3  | 4 kwietnia 2017  | ISBN 978-4-08-881065-2 | —             |              |
| 4  | 4 sierpnia 2017  | ISBN 978-4-08-881144-4 | —             |              |
| 5  | 2 lutego 2018    | ISBN 978-4-08-881314-1 | —             |              |

## Anime
Adaptację w formie telewizyjnego serialu anime zapowiedziano 5 lutego 2019. Seria została zanimowana przez studio Lerche i wyreżyserowana przez Masaomiego Andō. Za kompozycję serii odpowiada Norimitsu Kaihō, postacie zaprojektowała Keiko Kurosawa, muzykę zaś skomponowali Masaru Yokoyama i Nobuaki Nobusawa. Serial był emitowany od 3 lipca do 18 września 2019 w stacjach AT-X, Tokyo MX, TVA, KBS, SUN i BS11. Pierwszy oraz ostatni epizod były jednogodzinnymi odcinkami specjalnymi. Motywem otwierającym jest „star*frost” autorstwa Nonoc, natomiast kończącym „Glow at the Velocity of Light” w wykonaniu Riko Azuny.

### Lista odcinków
| №  | Tytuł          | Premiera         |
| -- | -------------- | ---------------- |
| 1  | Planet Camp    | 3 lipca 2019     |
| 2  | Wilderness     | 10 lipca 2019    |
| 3  | Meteor         | 17 lipca 2019    |
| 4  | Star of Hope   | 24 lipca 2019    |
| 5  | Paradise       | 31 lipca 2019    |
| 6  | Secret         | 7 sierpnia 2019  |
| 7  | Past           | 14 sierpnia 2019 |
| 8  | Lost and Found | 21 sierpnia 2019 |
| 9  | Revelation     | 28 sierpnia 2019 |
| 10 | Culprit        | 4 września 2019  |
| 11 | Confession     | 11 września 2019 |
| 12 | Friend-Ship    | 18 września 2019 |